# Swift River (Cottonwood River)
Der Swift River ist der ca. 98 km lange linke Quellfluss des Cottonwood River im Einzugsgebiet des Fraser River in der kanadischen Provinz British Columbia.

## Flusslauf
Der Swift River verläuft im Cariboo Regional District im zentralen Osten der Provinz. Er entspringt im Quesnel Highland an der Ostflanke des 1760 m hohen Meridian Mountain. Er fließt anfangs in überwiegend westlicher Richtung. Bei Flusskilometer 50 mündet der Little Swift River von rechts in den Fluss. Dieser biegt anschließend scharf nach Süden ab. Auf den unteren 43 Kilometern fließt der Swift River nach Nordwesten und trifft schließlich auf den Lightning Creek, mit dem er sich zum Cottonwood River vereinigt. Die Stelle des Zusammenflusses liegt 25 km östlich von Quesnel. Der Highway 26 verläuft etwa 1,5 km weiter nördlich.